# Taiwan
 For alternative betydninger, se Taiwan (flertydig). (Se også artikler, som begynder med Taiwan)
 "Republikken Kina" omdirigeres hertil. For andre betydninger af Republikken Kina, se Republikken Kina (flertydig).
Taiwan (traditionelt kinesisk: 臺灣, forenklet kinesisk: 台灣, pinyin: Táiwān), officielt Republikken Kina (traditionelt kinesisk: 中華民國, forenklet kinesisk: 中华民国) er et land i Østasien. Navnet Republikken Kina skyldes at regeringen i Taiwan har oprindelse i fastlandskina, hvor den fra 1912 til 1949 kontrollerede store dele af Kina. I dag kontrollerer den kun øen Taiwan, der udgør 99% af landets areal, samt Penghu, Kinmen, Matsu og andre småøer. Blandt nabolandene er Folkerepublikken Kina, Japan og Filippinerne. Taipei er hovedstaden og Taiwans økonomiske og kulturelle center mens New Taipei City er største by målt på befolkningstal. Landarealet udgør 32.260 km², hvilket giver en befolkningstæthed på 730,68 indbyggere per km² i 2018.

## Etymologi
Der bruges flere forskellige navne for Taiwan. Det tidligere navn “Formosa” stammer fra 1544 hvor portugisiske sømænd opdagede hovedøen og gav den navnet ‘’Ilha Formose’’, der betyder “Smuk ø”. I starten af det 17. århundrede byggede det hollandske selskab Forenede Østindiske kompagni fæstningen Fort Zeelandia på en lille ø tæt på hovedøens vestkyst. Øen blev af de lokale oprindelige folk kaldt for “Tayouan” og det navn blev udvidet til at være navn for hele hovedøen. Da Taiwan var japansk blev den kaldt for Takasago.
Landets officielle navn er “Republikken Kina” og havde sæde i FN med navnet Kina indtil 1971 da det mistede pladsen til Folkerepublikken Kina. Siden dengang er det overalt i verdenen blevet almindeligt kun at bruge navnet Kina om Folkerepublikken Kina og at bruge navnet Taiwan om Republikken Kina. Taiwan deltager i de fleste internationale organisationer med navnet Kinesiske Taipei pga. diplomatisk pres fra Kina fx har det brugt det navn ved OL siden 1979 og som observatør ved WHO.

## Geografi
Den 35.883 km² store ø Taiwan ligger ud for den sydøstlige kysten af det kinesiske fastland. Øen er 394 km lang og 144 km på det bredeste. Øen adskilles fra fastlandet med det omtrent 180 km brede Taiwanstræde. Strædet er 220 km på sit bredeste og 130 km på sit smalleste sted, og ingen steder dybere end 100 m. Omkransende hav er det Østkinesiske Hav i nord, Filippinske Hav i øst, Luzonstrædet i syd samt det Sydkinesiske Hav i sydvest, som alle er dele af Stillehavet. Taiwan har en kystlinje på 1.566,3 km. Taiwan hævder et territorialfarvand på 12 nautiske mil (22,2 km) og en økonomisk zone på 200 nm (370,4 km).
Formen på øen Taiwan kan minde om en sød kartoffel. Derfor har især minnantalende taiwanesere undertiden omtalt sig selv som "børn af den søde kartoffel".
Øen karakteriseres af kontrasten mellem de østlige og de vestlige dele. De 2/3 af øens areal, som udgør den østlige del, består for det meste af bakket terræn med fem bjergkæder fra nord til syd. Størstedelen af befolkningen er bosat på den vestlige tredjedel af øen, som er præget af slettelandskabet Chianan. Taiwans højeste punkt er Yu Shan (3.952 moh.), og fem andre bjergtoppe ligger højere end 3.500 moh. Med dette er Taiwan verdens fjerde højeste ø. Bjergene er kilder til de længste floder på Taiwan, heriblandt Zhuoshui (186 km), Gaoping (171 km), Dadu (116 km) og Xiuguluan (104 km).
Mineralressourcer på Taiwan omfatter små forekomster af guld, kobber, kalksten, marmor og asbest. Størstedelen af mineralressourcerne er allerede udnyttede. Mens Taiwan har store kulfelter, er forekomsterne af naturgas og olie ubetydelige. Skønsmæssigt 55 % af øen, især de kuperede dele, er skovklædt, mens 24 % er dyrkbar mark. 15 % af arealet disponeres til andre formål, heraf 5 % til overdrev og 1 % til permanent avling.
Øgruppen Penghu, eller Pescadores, måler til sammen 126,9 km² og ligger 50 km vest for Taiwan. Mere fjernt liggende øer, som kontrolleres af Taiwan, er Kinmen, Wuchiu og Matsuøerne ud for kysten af Fujian på fastlandet, med et samlet areal på 180,5 km². Dongshaøerne og Taiping, den største af Spratlyøerne i Det Sydkinesiske Hav, måler til sammen 2,9 km² og har ingen permanent bosættelse. Øerne i Det Sydkinesiske Hav bliver administreret sammen med Kaohsiung.

### Geologi
Taiwan ligger på kontinentalsoklen af Den Eurasiske Kontinentalplade. Øen befinder sig i et komplekst tektonisk område mellem Yangtzepladen i vest og nord, Okinawapladen i nordøst og Filippinerpladen i øst og syd. Meget af det kuperede terræn på øen er skabt ved kollisioner mellem den eurasiske plade og den filippinske havbundsplade. Ligeledes er de østlige og sydlige dele af Taiwan meget formede af vulkansk aktivitet. En kæde af vulkaner strækker sig fra Taiwan til Luzon.
De store forkastninger på Taiwan viser sig bl.a. gennem brudzonerne mellem de forskellige landskabsformer. Som følge af disse forkastninger har øen været udsat for en række store jordskælv. USA's geologiske undersøgelse rangerer Taiwan som et højrisikoområde med en score på 9/10 point.

### Klima
Taiwan ligger på krebsens vendekreds og har et tropisk til subtropisk monsunklima påvirket af havet. Den nordlige del af øen har en regntid, som varer fra januar til slutningen af marts, som en del af den asiatiske vintermonsun. Den østasiatiske regntid, méiyǔ, indtræffer i maj. Hele øen har varme og fugtige somre fra juni til september. De mellemste og sydlige dele af øen har ikke den forlængede monsunperiode i vintermånederne. Tyfoner er almindelige mellem juli og oktober. Gennemsnitlig årlig nedbør er 2.500 mm, men varierer fra 1.300 mm langs vestkysten til mere end 6.000 mm på bjergskråningerne i øst.
| Vejr for Taipei (1981–2010), Taiwan            | Vejr for Taipei (1981–2010), Taiwan | Vejr for Taipei (1981–2010), Taiwan | Vejr for Taipei (1981–2010), Taiwan | Vejr for Taipei (1981–2010), Taiwan | Vejr for Taipei (1981–2010), Taiwan | Vejr for Taipei (1981–2010), Taiwan | Vejr for Taipei (1981–2010), Taiwan | Vejr for Taipei (1981–2010), Taiwan | Vejr for Taipei (1981–2010), Taiwan | Vejr for Taipei (1981–2010), Taiwan | Vejr for Taipei (1981–2010), Taiwan | Vejr for Taipei (1981–2010), Taiwan | Vejr for Taipei (1981–2010), Taiwan |
|                                                | Jan                                 | Feb                                 | Mar                                 | Apr                                 | Maj                                 | Jun                                 | Jul                                 | Aug                                 | Sep                                 | Okt                                 | Nov                                 | Dec                                 | År                                  |
| ---------------------------------------------- | ----------------------------------- | ----------------------------------- | ----------------------------------- | ----------------------------------- | ----------------------------------- | ----------------------------------- | ----------------------------------- | ----------------------------------- | ----------------------------------- | ----------------------------------- | ----------------------------------- | ----------------------------------- | ----------------------------------- |
| Gennemsnitlig maks °C                          | 19,1                                | 19,6                                | 22,1                                | 25,7                                | 29,2                                | 32                                  | 34,3                                | 33,8                                | 31,1                                | 27,5                                | 24,2                                | 20,7                                | 26,6                                |
| Gennemsnitlig °C                               | 16,1                                | 16,6                                | 18,5                                | 21,9                                | 25,2                                | 27,7                                | 29,6                                | 29,2                                | 27,4                                | 24,5                                | 21,5                                | 17,9                                | 23                                  |
| Gennemsnitlig min °C                           | 13,9                                | 14,2                                | 15,8                                | 19                                  | 22,3                                | 24,6                                | 26,3                                | 26,1                                | 24,8                                | 22,3                                | 19,3                                | 15,6                                | 20,4                                |
| Gennemsnitlig nedbør mm                        | 83,3                                | 170,3                               | 180,4                               | 177,8                               | 234,5                               | 325,9                               | 245,1                               | 322,1                               | 360,5                               | 148,9                               | 83,1                                | 73,3                                | 2,405                               |
| Kilde (2016): Central Weather Bureau (engelsk) |                                     |                                     |                                     |                                     |                                     |                                     |                                     |                                     |                                     |                                     |                                     |                                     |                                     |

### Flora og fauna
Vegetationen på øen varierede fra tropisk regnskov i lavlandet over tempererede skove til tajga og alpine vækster. Nu er størstedelen af slettelandet og de lave åse i vest og nord blevet ryddet til avl. Skovene i bjergområderne er fortsat meget sammensatte med flere endemiske arter .som formosacypres (Chamaecyparis formosensis) og formosagran (Abies kawakamii). Tidligere fandtes også kamfertræ (Cinnamomum camphora) i lavereliggende terræner. Disse arter er alle truede. Af 4 077 plantearter er 1 067 endemiske arter.
Der findes flere endemiske arter som geden formosaserov (Capricornis swinhoei), formosisk sikahjort (Cervus nippon taiouanus) og formosisk indlandslaks (Oncorhynchus masou formosanus). Flere er stærkt truet. Taiwan har få rovpattedyr (11 arter), og odderen og en endemisk leopardart (Neofelis nebulosa brachyura) anses for udryddede på øen. Det største rovpattedyr, formosisk sortbjørn (Ursus thibetanus formosanus), er en sjælden og truet art. Af de mange endemiske fuglearter er Taiwankitta (Urocissa caerulea) og swinhoefasan (Lophura swinhoii).
Taiwan har siden 1972 oprettet syv nationalparker, de seks på Taiwan. Den marine nationalpark på Dongshaøerne omfatter overvejende atoller. Nationalparkerne har et samlet landareal på ca. 3.124 km², 8,6 % af Taiwans landareal.

## Demografi
Befolkningen er på over 23 millioner, hvoraf omkring 600.000 er taiwansk urbefolkning. Omkring halvdelen af de sidstnævnte folkegrupper har i løbet af 1900-tallet ladet sig sinifisere i udstrakt grad: de taler kinesisk og har overtaget kinesiske skikke. De øvrige henved ti stammer holder fast på deres sprog og skikke, selv om de også lærer kinesisk i skolen. 
De første kinesiske indvandrere kom til Taiwan mellem 900-tallet og 1200-tallet; de var hakkaer (keija). Andre kinesere kom til senere, blandt dem mange minnantalende, det vil sige kinesere fra den halvdel af den fastlandskinesiske provins Fujian, som ligger syd for floden Min. Disse kinesere bosatte sig i kystlandet og kaldes ofte taiwanske kinesere for at skelne dem fra de mange kinesere (kaldet fastlandskinesere), som strømmede over til øen i 1949/1950 og senere for at flygte fra det kommunistiske regime, som havde etableret sig der. Også Kinas nationalistregering (Kuomintang), som havde regeret hele Kina siden 1911, flygtede til Taiwan i 1949, efter at de var slået af kommunisterne i den kinesiske borgerkrig.

### Etniske grupper
Landets regering rapporterer, at over 95 % af befolkningen er Han, af hvilken hovedparten stammer fra tidlig Han-kinesisk indvandring i begyndelsen af det 18. århundrede. De etniske grupper i landet deles op i Hoklo (70 %), Hakka (14 %), Waishengren (14 %), og urfolk (2 %).
Hoklofolket er den største Han-undergruppe (70 % af den totale befolkning), hvis forfædre udvandrede fra den sydlige kystregion Fujian tværs over Taiwanstrædet. Den migration begyndte i det 17. århundrede. Hakka udgør ca. 15 % af den totale befolkning, og stammer fra Han migranter til Guangdong, de omkringliggende områder og Taiwan. Andre folk af Han-oprindelse stammer fra de 2 millioner nationalister, der flygtede til Taiwan, efter at kommunisterne sejrede på fastlandet i 1949.
De indfødte taiwanesiske urfolk udgør omtrent 533.600 og opdeles i 16 anerkendte grupper. Amis, Atayal, Bunun, Kanakanavu, Kavalan, Paiwan, Puyuma, Rukai, Saisiyat, Saaroa, Sakizaya, Sediq, Thao, Truku og Tsou bor hovedsagelig i den østlige halvdel af øen, mens Yami bor på Orchidøen.

### Sprog
Officielt sprog på Taiwan er mandarinkinesisk, men mange taler også taiwansk, som er en variant af hokkien, og måske hakka. I lighed med Hongkong og Macao bruger Taiwan traditionel kinesisk til at skrive sproget, men nogle af tegnene er ikke de samme.

### Religion
Betydende religioner er buddhisme, konfucianisme og taoisme (i alt 93 %). På øen har der tidligere været missionsvirksomhed fra en række kristne samfund, der stadig missionerer. Fem procent af øens befolkning tilhører forskellige kristne samfund. Kristne kirker ses i dag i de fleste byer og større samfund. Flere sygehuse er oprettet og drives af kristne organisationer.

## Historie

### Fra 1911 til 1949/50
Xinhai-revolutionen var oprøret, som styrtede Qing-dynastiet i Kina. Udfaldet blev oprettelsen af Republikken Kina. Oprøret varede mellem 10. oktober 1911 og 12. februar 1912. Oprøret spredte sig først gennem de sydkinesiske provinser. Xuantong-kejseren Puyi abdicerede efter lange forhandlinger mellem rivaliserende kejserlige og republikanske regimer i Beijing og Nanjing.
Den første regering blev dannet i Nanjing den 12. marts 1912 med Sun Yatsen som præsident. Men han overlod præsidenthvervet til Yuan Shikai, som døde i 1916. Han efterlod en republikansk regering i opløsning, og så begyndte krigsherre-tiden (1916–1928), da Kina blev styret af rivaliserende militære ledere, såkaldte krigsherrer. I 1919 begyndte 4. maj-bevægelsen, som var mod udlændinge og for kinesisk nationalisme. Den såede frøene til højre- og venstrefløje, som skulle sætte deres præg på kinesisk politik i lang tid. 
Sun Yatsen etablerede i 1920'erne en revolutionær base i det sydlige Kina. Med hjælp fra Sovjetunionen gik han i alliance med det kinesiske kommunistparti (KKP). I 1925 overtog Chiang Kai-shek efter Sun, som var død af kræft. Han blev leder af Kuomintang (KMT), det kinesiske nationalistparti. Chiang fik kontrol over det meste af det sydlige og centrale Kina. I 1927 gik Chiang ud mod kommunistpartiet og pressede dem ud af deres baser i det sydlige og centrale Kina. Striden mellem nationalisterne og kommunisterne fortsatte til 2. verdenskrig, hvor de begge sloges mod japanerne fra 1937 til 1945. 
Under Cairo-konferencen fra 1943 blev de allierede stater enige om, at Taiwan efter krigsafslutningen skulle tilbageføres til Kina. Som følge af Japans kapitulation efter 2. verdenskrig skete det i 1945. (Japan opgav endeligt alle krav på området i 1952.)

### Fra 1949
Efter det japanske nederlag i verdenskrigen fortsatte den kinesiske borgerkrig. I 1949 måtte Chiang og nationalisterne flygte til Taiwan, men lovede at erobre fastlands-Kina, så snart som det lod sig gøre. Hans styrker tabte i løbet af nogle måneder dominansen over de tilbageværende områder på fastlandet, som kommunisterne endnu ikke var trængt frem til, skønt guerillamodstand varede i nogen tid. Den store ø Hainan forblev under Republikkens styre til et stykke ind i 1950. 
Nationalistregeringen (Kuomintang) blev til at begynde med hilst velkommen af den taiwankinesiske befolkning. Men dets styremåde vakte snart modstand, og i 1947 fulgte den såkaldte 28. februar-hændelse, som endte med blodig undertrykkelse fra de nye magthaveres side, og mellem 10.000 og 30.000 døde. 
Nationalisterne styrede med militære undtagelseslove fra 1949 til 1987. Det har antagelig været med på styrke de separatistiske kræfter i den taiwanske opposition. 
Siden 1949 har Taiwan været en modstandsbastion mod kommunisterne. Kuomintangregeringen og resterne af nationalisthæren fra fastlandet administrerede Taiwan efter Sun Yat-sens "Folkets tre principper" (三民主義, Sānmínzhǔyì). En kombination af gunstige omstændigheder muliggjorde en hurtig økonomisk udvikling: en betydelig kapitalflugt fra Fastlandskina, amerikansk støtte, den avancerede infrastruktur som japanerne havde opbygget og efterlod, disciplinerede arbejdsvaner grundlagt på konfucianismens principper, en meget vellykket landreform, som blev gennemført de første få år efter, at Kuomintangregeringen kom til magten, store udviklingsprojekter, som blev entusiastisk gennemført af store dele af arbejdsstyrken og et netværk af meget professionelle internationale kontakter, både politiske og kommercielle, og som er opretholdt selv efter Beijings diplomatiske sejre siden 1971.

## Politik

### Statsoverhoved og regering
Taiwans regering blev etableret på Republikken Kinas Grundlov og "Folkets tre principper". Præsidenten er statsoverhoved og øverstkommanderende. Regeringen består af fem uafhængige myndigheder (yuan): udøvende yuan, lovgivende yuan, dømmende yuan, kontrol-yuan (som EUs Revisionsret), og undersøgelses-yuan. Præsidenten udnævner udøvende yuans medlemmer som sit kabinet, inkluderet en statsminister, som er præsident for udøvende yuan. Parlamentet, eller lovgivende yuan, har 113 medlemmer, som vælges for fire år.

### Udenrigspolitik
Frem til 1991 var det Kuomintang-regeringens officielle politik at generobre Kinas fastland, herunder Tibet og Mongoliet. I dag anses det ikke længere for et reelt mål, og forsvaret mod en invasion fra Folkerepublikken Kina, der stadig fremsætter nye trusler mod republikken, er kommet i forgrunden. Mange taiwanesere ønsker at Taiwan erklærer sig uafhængigt men frygter, at det vil medføre at Folkerepublikken Kina vil angribe. Folkerepublikken Kina vedtog i foråret 2005 at det vil angribe, hvis Taiwan erklærer sig uafhængigt. Samtidig har Taiwan mange økonomiske interesser i Folkerepublikken.
Republikken Kina har for tiden diplomatiske forbindelser med 23 stater: Belize, Den dominikanske republik, El Salvador, Guatemala, Haiti, Honduras, Nauru, Nicaragua, Panama, Paraguay, Saint Kitts og Nevis, Saint Vincent og Grenadinene, Burkina Faso, Gambia, São Tomé og Príncipe, Senegal, Swaziland, Kiribati, Salomonøerne, Marshalløerne, Palau, Tuvalu og Vatikanet.
Landet har tidligere haft diplomatisk forbindelse med Den tidligere jugoslaviske republik Makedonien (til 2001), Liberia (til 2003), Dominica (til 2004), Grenada (til 2005) og Malawi til januar 2008.
Fordi Folkerepublikken Kina driver en blokadepolitik mod lande, som anerkender Republikken Kina, har mange stater opgivet officielle forbindelser med Republikken Kina. Men lande som USA opretholder et tæt forhold til Republikken Kina, og diplomatisk samkvem organiseres i stedet i uofficielle former og gennem dækorganisationer.
Det er 21 ambassader i Taipei.

#### International anerkendelse
I juni 2017 opretholdt følgende 20 stater og ikke-statslige folkeretlige subjekter officielle diplomatiske forbindelser med Republikken Kina:
| Hellige Stol (1942) Haiti (1956) Paraguay (1957) Guatemala (1960) Eswatini (1968) Tuvalu (1979) Saint Vincent og Grenadinerne (1981) | Saint Kitts og Nevis (1983) Belize (1989) Marshalløerne (1998) Palau (1999) Saint Lucia (1984–1997, 2007) |

De fleste af de lande, der har diplomatiske forbindelser med "Republikken Kina", ligger i Mellemamerika. På trods af Republikken Kinas bestræbelser, har flere lande afbrudt de diplomatiske forbindelser med Taipei, blandt andre Senegal (2005), Costa Rica (2007), Malawi (2008) og Gambia (2013).

#### Lande der har afbrudt de diplomatiske forbindelser med Republikken Kina
| Land                        | Årstal                                                       |
| --------------------------- | ------------------------------------------------------------ |
| Albanien                    | 1949                                                         |
| Afghanistan                 | 1955                                                         |
| Argentina                   | 1972                                                         |
| Australia                   | 1972                                                         |
| Austria                     | 1971                                                         |
| Bahamas                     | 1997                                                         |
| Belgium                     | 1971                                                         |
| Bolivia                     | 1985                                                         |
| Botswana                    | 1975                                                         |
| Brasilien                   | 1974                                                         |
| Bulgarien                   | 1949                                                         |
| Burma                       | 1950                                                         |
| Cameroon                    | 1971                                                         |
| Canada                      | 1970                                                         |
| Centralafrikanske Republik  | 1964, genoptog 1968, afbrød 1976, genoptog 1991, afbrød 1998 |
| Elfenbenskysten             | 1983                                                         |
| Chad                        | 1972, genoptog 1997, afbrød 2006                             |
| Chile                       | 1970                                                         |
| Colombia                    | 1979                                                         |
| Republikken Congo           | 1964                                                         |
| Demokratiske Republik Congo | 1961, genoptog 1961, afbrød 1972                             |
| Costa Rica                  | 2007                                                         |
| Cuba                        | 1960                                                         |
| Tjekkoslovakiet             | 1949                                                         |
| Dahomey                     | 1964, genoptog 1966, afbrød 1972                             |
| Danmark                     | 1950                                                         |
| Dominica                    | 2004                                                         |
| Egypten                     | 1956                                                         |
| Ecuador                     | 1980                                                         |
| Ækvatorialguinea            | 1970                                                         |
| Finland                     | 1950                                                         |
| Frankrig                    | 1964                                                         |
| Gabon                       | 1974                                                         |
| Gambia                      | 1974, genoptog 1995, afbrød 2013                             |
| Grækenland                  | 1972                                                         |
| Grenada                     | 2005                                                         |
| Guinea                      | 1959                                                         |
| Guinea-Bissau               | 1998                                                         |
| Ungarn                      | 1949                                                         |
| Island                      | 1971                                                         |
| Indien                      | 1950                                                         |
| Indonesien                  | 1950                                                         |
| Iran                        | 1971                                                         |
| Irak                        | 1958                                                         |
| Israel                      | 1950                                                         |
| Italien                     | 1970                                                         |
| Jamaica                     | 1972                                                         |
| Japan                       | 1937, genoptog 1952, afbrød 1972                             |
| Jordan                      | 1977                                                         |
| Kuwait                      | 1971                                                         |
| Laos                        | 1962                                                         |
| Libanon                     | 1971                                                         |
| Lesotho                     | 1983, genoptog 1990, afbrød 1994                             |
| Liberia                     | 1977, genoptog 1989, afbrød 1993, genoptog 1997, afbrød 2003 |
| Libyen                      | 1971                                                         |
| Liechtenstein               | 1950                                                         |
| Luxembourg                  | 1972                                                         |
| Makedonien                  | 2001                                                         |
| Madagaskar                  | 1972                                                         |
| Malawi                      | 2008                                                         |
| Malaysia                    | 1974                                                         |
| Mexico                      | 1972                                                         |
| Mongoliet                   | 1949                                                         |
| Monaco                      | 1995                                                         |
| Marokko                     | 1958                                                         |
| Nederland                   | 1950                                                         |
| Nepal                       | 1955                                                         |
| New Zealand                 | 1972                                                         |
| Niger                       | 1974, genoptog 1992, afbrød 1996                             |
| Nigeria                     | 1971                                                         |
| Norge                       | 1950                                                         |
| Pakistan                    | 1951                                                         |
| Panama                      | optog 1954, afbrød 2017                                      |
| Peru                        | 1971                                                         |
| Philippines                 | 1975                                                         |
| Polen                       | 1949                                                         |
| Portugal                    | 1975                                                         |
| Rumænien                    | 1949                                                         |
| Sao Tome og Principe        | 2016                                                         |
| San Marino                  | 1971                                                         |
| Saudi-Arabien               | 1990                                                         |
| Senegal                     | 1972, genoptog 1996, afbrød 2005                             |
| Sierra Leone                | 1971                                                         |
| Sydafrika                   | 1998                                                         |
| Spanien                     | 1973                                                         |
| Sovjetunionen               | 1949                                                         |
| Sydkorea                    | 1992                                                         |
| Sydvietnam                  | 1975                                                         |
| Sudan                       | 1959                                                         |
| Sri Lanka                   | 1957                                                         |
| Sverige                     | 1950                                                         |
| Schweiz                     | 1950                                                         |
| Syrien                      | 1956                                                         |
| Thailand                    | 1975                                                         |
| Togo                        | 1972                                                         |
| Tonga                       | 1998                                                         |
| Tyrkiet                     | 1971                                                         |
| Uganda                      | 1962                                                         |
| Forenede Arabiske Emirater  | 1984                                                         |
| Storbritannien              | 1950                                                         |
| United States               | 1979                                                         |
| Uruguay                     | 1988                                                         |
| Vanuatu                     | oprettet 3. november 2004, afbrudt 10. november 2004         |
| Venezuela                   | 1974                                                         |
| Vesttyskland                | 1972                                                         |
| Yemen                       | 1956                                                         |
| Jugoslavien                 | 1955                                                         |

### Forsvar
Republikken Kina holder en relativt stor hærstyrke og har traditionelt været støttet af blandt andre USA. 

### Administrativ inddeling
I dag er områder i praksis styret af Republikken Kina inddelt i 2 provinser, 6 bykommuner, og 13 amter og 3 provinsielle byer på provinsniveau. De 2 provinser blev omdannede i 1997 for at øge effektiviteten, og i dag er i praksis alle bykommuner, amter og provinsielle byer under direkte kontrol af staten.
| Bykommuner (直轄市) - Taipei (臺北市) - Ny Taipei (新北市) - Taoyuan (桃園市) - Taichung (臺中市) - Tainan (臺南市) - Kaohsiung (高雄市) | Amter (縣 xiàn) i Taiwan Provins (臺灣省) - Hsinchu (新竹縣) - Miaoli (苗栗縣) - Changhua County (彰化縣) - Nantou (南投縣) - Yunlin (雲林縣) - Chiayi (嘉義縣) - Pingtung (屏東縣) - Yilan (宜蘭縣) - Hualien (花蓮縣) - Taitung (臺東縣) - Penghu (澎湖縣) | Amter (縣 xiàn) i Fujian Provins (福建省) - Kinmen (金門縣) - Lienchiang (連江縣) Provinsielle Byer (省轄市) i Taiwan Provins (臺灣省) - Keelung (基隆市) - Hsinchu (新竹市) - Chiayi (嘉義市) |

Alle 3 provinsielle byer og 12 af 14 amter består Taiwan Provins (臺灣省 eller 台灣省), Kinmen og Lienchiang amter består Fujian Provins (福建省).
Bykommuner og provinsielle byer er inddelt i distrikter (區 qū), og amter er inddelt i amtsbyer (縣轄市 xiànxiáshì eller 鎮 zhèn eller 鄉 xiāng).

## Økonomi
Taiwan har en kapitalistisk markedsøkonomi. Man har en veludviklet forædlingsindustri og en betydelig eksport, som har ført til et stort handelsoverskud. Valutareserven er den tredje største i verden (2005), til vis grad beroende på at Guomindang-partiet under flugten fra de kommunistiske tropper på Fastlandskina tog med sig hele den kinesiske guld- og valutareserve til øen. I dag har de to kinesiske de facto-stater et meget stort økonomisk handelssamkvem indbyrdes, hvilket især sker via det kinesiske territorium Hong Kong. Folkerepublikken Kina er Republikken Kinas største eksportmarked. Forretningsmænd fra Taiwan har investeret meget store beløb i opbygningen af virksomheder og industrier i Folkerepublikken Kina. Et stort antal  taiwanesere bor og virker i Folkerepublikken Kina. Personer fra det kinesiske fastland, som besøger, studerer eller arbejder på Taiwan, er  få, især beroende på en strikt lovgivning i Republikken Kina. 
Under Asiens finansielle krise 1998 klarede staten sig bedre end flere af nabolandene: Malaysia, Sydkorea og Thailand. Derimod indebar den globale lavkonjunktur i 2001, at Taiwan for første gang i moderne historie havde et år med negativ økonomisk vækst. Desuden var arbejdsløsheden rekordhøj. 
Blandt råstoffer er naturgas, kalksten, marmor og asbest. Cirka 24 % af landets areal er dyrkningsbar jord. I 1952 stod jordbruget for 32 % af bruttonationalproduktet, nu er andelen 2 %. Omkring halvdelen (58 %) af landets areal regnes som skov.
Elektriciteten fremstilles med fossile brændstoffer (71 %), atomkraft (23 %) og vandkraft (6 %). Den taiwanesiske industri har i de seneste årtier haft god støtte fra det halvstatslige forskningsinstitut ITRI. Denne politik er inspireret af den økonomiske udvikling, som har præget nabolandet og den tidligere kolonialmagt Japan, hvor Industri- og handelsministeriet under efterkrigstiden spillede en afgørende styrende rolle for Japans store industri- og eksportvirksomheder. De forholdsvis lave produktionsomkostninger i Kina har i 1990- og 2000-årene ført til, at flere af Taiwans forædlingsindustrier har valgt at flytte sin produktion til Folkerepublikken Kina. Den store internationale opmærksomhed, som Folkerepublikken Kina har fået for sin hurtige økonomiske udvikling, har også bidraget til en mindsket international interesse for at investere på øen. 
Disse to faktorer har ført til lavere økonomisk vækst, faldende reallønninger og voksende arbejdsløshed indenfor visse erhvervsgrupper, især blandt lavtlønnet og lavt uddannet arbejdskraft. De stigende muligheder for at få afkastning på sin kapital, som globaliseringen og Folkerepublikken Kinas økonomiske åbning har betydet, har samtidig ført til øget velstand blandt økonomisk allerede velstillede grupper. Fænomenet at de rigeste i samfundet bliver rigere samtidig, som de fattige og lavt uddannede bliver endnu fattigere, har i 2000-årene ført til en omfattende politisk debat i landet. Fænomenet kaldes alment for et M-typesamfund, efter en bog af en japansk nationaløkonom, hvori et lignende fænomen i Japan blev beskrevet i detaljer. Japan, som tidligere havde en meget fremgangsrig forædlingsindustri, har under de seneste 20 år gennemgået en omfattende økonomisk omstrukturering, især i form af udflytning af et stort antal arbejdspladser til Folkerepublikken Kina, hvor lønniveauerne er betydeligt lavere. Taiwan har fortsat en relativt høj økonomisk vækst i international sammenhæng, ca. 5 % (2007). Denne vækst karakteriseres dog af en stor regional ubalance, hvor hovedandelen af væksten koncentreres til hovedstaden Taipei.